# 사노촌 (교토부)
사노촌(일본어: 佐濃村)은 일본 교토부 구마노군에 설치되었던 촌이다. 현재의 교탄고시에 해당한다.